# (2575) Bulgaria
(2575) Bulgaria ist ein Hauptgürtelasteroid vom Spektraltyp Sr, der am 4. August 1970 von der sowjetischen Astronomin Tamara Michailowna Smirnowa am Krim-Observatorium in Nautschnyj (IAU-Code 095) in der Ukraine entdeckt wurde. Er wurde nach dem Land Bulgarien benannt. Zum Zeitpunkt der Benennung war die Volksrepublik Bulgarien Mitglied des Warschauer Paktes und ein Satellitenstaat der Sowjetunion.